# Lebedos
Lebedos war eine antike griechische Stadt und gehörte zu den zwölf ionischen Städten an der kleinasiatischen Ägäisküste (heute Türkei). Sie befand sich auf einer Halbinsel, die heute den Namen Kısık trägt und zu dem modernen Ort Ürkmez gehört. Ihre Akropolis lag einen halben Kilometer landeinwärts auf einem etwa 35 Meter hohen Hügel. In der Antike waren die nächsten bedeutenden Städte Smyrna im Norden, Kolophon im Osten und Ephesos im Süden.
Die Stadt wurde im 7. Jahrhundert v. Chr. gegründet. Sie war berühmt für ihre heißen Quellen, die Lebedos zu einem beliebten Kurort machten, außerdem für ihren Tempel des Apollon Klarios und für ein alljährliches Dionysos-Fest.
In der Antike erzählte man sich die Geschichte, Fischer aus Lebedos hätten einst einen wertvollen Dreifuß aus dem Meer gezogen, der von Hephaistos selbst angefertigt worden war. Sie stritten sich darum, und als sie sich nicht einigen konnten, befragten sie ein Orakel und bekamen als Antwort, der Dreifuß solle dem größten Weisen gehören – daraufhin brachte man ihm dem Thales.
Um 304 v. Chr. wollte Antigonos I. Monophthalmos die Stadt Lebedos mit Teos verschmelzen und die Bewohner an einen neuen Ort umsiedeln. Dieser Synoikismos wurde jedoch nur unvollständig realisiert. Ein weiterer Synoikismos fand zu Beginn des 3. Jahrhunderts v. Chr. unter Lysimachos statt, der die Einwohner von Lebedos zusammen mit Bürgern von Kolophon und Teos im in Arsinoeia umbenannten Ephesos ansiedeln wollte. Die Stadt wurde um 266 v. Chr. von Ptolemaios II. neu gegründet, zunächst unter dem Namen Ptolemais. Strabon berichtet, dass die dionysische Künstlergilde der Techniten ihren Sitz in Lebedos hatte, nachdem sie gegen Ende des 3. Jahrhunderts v. Chr. wegen ihres lockeren Lebenswandels aus Teos vertrieben worden war.
Horaz verglich Lebedos im 1. Jahrhundert v. Chr. mit winzigen römischen Dörfern:
„Oder bist du etwa des Meeres und des Fahrens auf den Straßen so überdrüssig, dass es dir sogar in Lebedos gefällt? Du weißt, wie es um Lebedos steht: ein Dorf, verlassener als Gabii und Fidenae. Und doch wollte ich, müsste es sein, dort leben, der Meinigen vergessend und von ihnen vergessen, um der Wut Neptuns auf festem Lande ruhig zuzusehen.“
Tatsächlich bestand Lebedos aber in der römischen Kaiserzeit fort, prägte bis zum Ende des 2. Jahrhunderts eigene Münzen und war in der Spätantike Sitz eines Bischofs. Auf das Bistum geht das Titularbistum Lebedus der römisch-katholischen Kirche zurück.
Heute ist außer einigen Resten der Stadtmauer von Lebedos nichts mehr zu sehen.